# Santuk
Santuk es uno de los ocho distritos que forman la provincia camboyana de Kompung Thom, con una población estimada en marzo de 2008 de 80 229 habitantes. Está dividido en las siguientes  comunas (khum), que se muestran asimismo con población estimada de 2008:
- Boeng Lvea 7,573
- Chroab 4,300
- Kakaoh 11,133
- Kampong Thma 8,919
- Kraya 9,636
- Pnov 2,216
- Prasat 9,194
- Tang Krasang 12,665
- Tboung Krapeu 5,505
- Ti Pou 9,088[1]